# 武井隆次
武井 隆次（たけい りゅうじ、1971年5月18日 - ）は、日本の陸上競技選手。前エスビー食品陸上競技部監督。専門は長距離走。墨田区立鐘淵中学校、國學院久我山高等学校、早稲田大学人間科学部スポーツ学科卒業。

## 来歴・人物
國學院久我山高校時代は、2学年上に松本秀之（ のち中大）、1学年上に大澤哲夫（ のち中大）らがいた。
1989年の高校3年時、高知インターハイで同学年のライバル柳倫明（市立船橋3年、のち明大）や中村博幸（大牟田3年、のち日大）らに競り勝ち、1500m（3分53秒35）・5000m（大会新14分13秒73）で優勝し注目される。同年10月27日の浜松中日カーニバルでは、高校生として初めて5000mで14分台の壁を破る13分57秒90を記録する。
同年11月、全国高校駅伝都予選では、共にインターハイに出場した植井孝秀（3年、のち中大）、弟・武井康真（2年、のち中大）、翠尾崇（3年、のち東海大）らと共に東京高校記録を出し、例年のように全国優勝も射程に捉えていた。しかし都大路では1区（10.0km）で区間賞（29分49秒）に輝きながらも本来の力を発揮できず、チームもメンバーの故障入れ替えもあり総合10位2°08：42に終わった。
1990年、早稲田大学入学。同大学競走部では同期の花田勝彦、櫛部静二とともに早大三羽烏と呼ばれる。
第60回（1991年）日本インカレでは10000M（28分42秒94）と5000M（13分56秒03）の二冠を制す。また箱根駅伝では1年から3年連続区間新、4年連続区間賞と大活躍。3年時の第69回では渡辺康幸が入学し、早大は総合優勝を果たす。
- 第67回箱根駅伝 （1991年）1区 21.4km 1:03:26 区間賞、区間新
- 第68回箱根駅伝 （1992年）1区 21.4km 1:03:22 区間賞、区間新
- 第69回箱根駅伝 （1993年）7区 21.3km 1:02:53 区間賞、区間新 ※ 2008年に東海大学 佐藤悠基に破られるまで長らく区間記録として残った。
- 第70回箱根駅伝 （1994年）4区 20.9km 1:03:28 区間賞

ちなみに箱根駅伝での3年連続区間新を記録したのは6人のみ（のちに第81-83回の今井正人や第82-84回の佐藤悠基らがいる）。
大学卒業後、エスビー食品に入社。長らく伸び悩んでいたが、2002年のびわ湖毎日マラソンを2時間8分35秒で優勝。釜山アジア大会代表に選出され、大会本番では銅メダル（3位）を獲得する活躍を見せた。しかしオリンピック出場は果たせず、怪我の影響もあって引退した。引退後、ヱスビー食品に残りコーチをしていたが、瀬古利彦の異動に伴い後継指名を受け監督に就任。2008年4月、早稲田実業学校コーチに就任。
極度の近視。度の強い丸メガネを愛用している。走るときはメガネをはずしているため、ほとんど何も見えなかったという。1学年下にあたる弟・康真も中央大学で4年連続で箱根駅伝に出場する活躍をみせ、兄と共にエスビー食品に進んだ。

## マラソン全成績
- 1、2時間13分42秒 2位 96フランクフルト
- 2、2時間26分24秒 66位 97福岡国際
- 3、2時間10分24秒 3位 99別府大分毎日
- 4、2時間19分06秒 29位 99ベルリン
- 5、2時間09分23秒 3位 00びわ湖毎日
- 6、2時間13分18秒 11位 01パリ
- 7、2時間25分04秒 2位 01エドモントン
- 8、2時間08分35秒 優勝 02びわ湖毎日
- 9、2時間18分38秒 3位 02アジア大会・釜山
- 10、2時間11分55秒 6位 03東亜
- 11、2時間11分42秒 10位 04びわ湖毎日
- 12、2時間46分43秒 90位 05長野